# 藤原広嗣の乱
藤原広嗣の乱（ふじわらのひろつぐのらん）は、奈良時代に起きた内乱。藤原広嗣が政権への不満から九州の大宰府で挙兵したが、官軍によって鎮圧された。

## 経緯
藤原不比等政権の末期から、日本は新羅に朝貢させることで安定した外交関係を築き、それを前提とした軍事縮小を行い経済的な余裕を持った。続く長屋王も軍縮路線を継承したが藤原四兄弟に討たれてしまう。藤原四兄弟は唐と対立する渤海と同盟し、唐を支援する新羅に軍事的圧力をかける外交方針を取った。それに伴い、西海道に節度使を置き大規模な演習を行うなど、軍事拡張路線に転じた。
天平9年（737年）朝廷の政治を担っていた藤原四兄弟が天然痘の流行によって相次いで死去した。代って政治を担った橘諸兄は軍拡政策と天然痘による社会の疲弊を復興するため、新羅との緊張緩和と軍事力の縮小政策を取った。
また、唐から帰国した吉備真備と玄昉が重用されるようになり、藤原氏の勢力は大きく後退した。
天平10年（738年）藤原宇合の長男・広嗣（藤原式家）は大養徳（大和）守から大宰少弐に任じられ、大宰府に赴任した。この人事は対新羅強硬論者だった広嗣を中央から遠ざけ、新羅使の迎接に当たらせる思惑があったが、広嗣はこれを左遷と感じ、強い不満を抱いた。また、聖武天皇の東国行幸の経緯について従来の通説を否定する見解が有力になったことを受けて（後述）、広嗣が平城京からの遷都を前提とした東国行幸に反対し、遷都を進言した真備や玄昉を批判したために異動させられたとする説も出されている。
天平12年（740年）4月に新羅に派遣した遣新羅使が追い返される形で8月下旬に帰国した。憤った広嗣は8月29日に政治を批判し、吉備真備と玄昉の更迭を求める上表を送った。同時に筑前国遠賀郡に本営を築き、烽火を発して太宰府管内諸国の兵を徴集した。軍縮によって官兵の動員には時間がかかると予測した広嗣は、関門海峡を臨む登美・板櫃（豊前国企救郡）・京都（豊前国京都郡）の三郡鎮に兵を増派した。また、中央には広嗣の政治路線に同調する中臣名代・大和長岡といった実務官人は少なくなく、挙兵に応じて在京の支持勢力がクーデターに成功することに期待した。
9月3日、広嗣が挙兵したとの飛駅が都にもたらされる。聖武天皇は大野東人を大将軍に任じて節刀を授け、副将軍には紀飯麻呂が任じられた。東海道・東山道・山陰道・山陽道・南海道の五道の軍1万7,000人を動員するよう命じた。4日、朝廷に出仕していた隼人24人に従軍が命じられる。5日、佐伯常人・阿倍虫麻呂が勅使に任じられた。
朝廷からは伊勢神宮へ幣帛が奉納され、また、諸国に観世音菩薩像をつくり、観世音経10巻を写経して戦勝を祈願するよう命じられた。

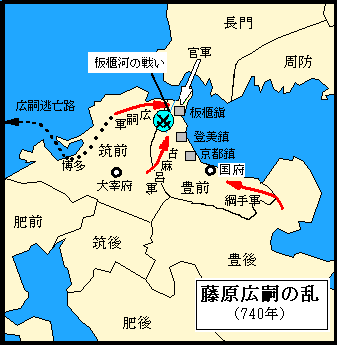
藤原広嗣の乱関係図[//upload.wikimedia.org/wikipedia/ja/a/ae/%E8%97%A4%E5%8E%9F%E5%BA%83%E5%97%A3%E3%81%AE%E4%B9%B1.png 拡大

9月21日、長門国へ到着した大野東人は、渡海のために同地に停泊している新羅船の人員と機器の徴用の許可を求めた。
同日、額田部広麻呂が40人の兵とともに密かに渡海し、登美、板櫃、京都の三鎮を奇襲して営兵1,767人を捕虜とし、橋頭堡を確保した。
9月22日、勅使・佐伯常人、阿倍虫麻呂が隼人24人、兵4,000人を率いて渡海して、板櫃鎭に陣を構え、一帯を制圧した。
広嗣は大隅国・薩摩国・筑前国・豊後国の兵5,000人を率いて鞍手道を進軍、弟の綱手は筑後国・肥前国の兵5,000人を率いて豊後国から進軍、多胡古麻呂が田河道を進軍して三方から官軍を包囲する作戦であった。
9月25日、豊前国の諸郡司が500騎、80人、70人と率いて官軍に投降してきた（『続紀』）。
9月29日、「広嗣は凶悪な逆賊である。狂った反乱を起こして人民を苦しめている。不孝不忠のきわみで神罰が下るであろう。これに従っている者は直ちに帰順せよ。広嗣を殺せば五位以上を授ける」との勅が九州諸国の官人・百姓にあてて発せられた。
10月9日、広嗣軍1万騎が板櫃川（北九州市）に至り、河の西側に布陣。勅使佐伯常人、阿倍虫麻呂の軍は6,000人余で川の東側に布陣した。広嗣は隼人を先鋒に筏を組んで渡河しようとし、官軍は弩を撃ち防いだ。常人らは部下の隼人に敵側の隼人に投降を呼びかけさせた。すると、広嗣軍の隼人は矢を射るのをやめた。
常人らは十度、広嗣を呼んだ。ようやく乗馬した広嗣が現れ「勅使が来たというが誰だ」と言った。常人らは「勅使はわれわれ佐伯常人と阿倍虫麻呂だ」と応じた。すると、広嗣は下馬して拝礼し「わたしは朝命に反抗しているのではない。朝廷を乱す二人（吉備真備と玄昉）を罰することを請うているだけだ。もし、わたしが朝命に反抗しているのなら天神地祇が罰するだろう」と言った。常人らは「ならば、なぜ軍兵を率いて押し寄せて来たのか」と問うた。広嗣はこれに答えることができず馬に乗って引き返した。
この問答を聞いていた広嗣軍の隼人3人が河に飛び込んで官軍側へ渡り、官軍の隼人が助け上げた。これを見て、広嗣軍の隼人20人、騎兵10余が官軍に降伏してきた。投降者たちは3方面から官軍を包囲する広嗣の作戦を官軍に報告し、まだ綱手と多胡古麻呂の軍が到着していないことを知らせた。
その後、広嗣軍は板櫃川の会戦に敗れて敗走した。広嗣は船に乗って肥前国松浦郡値嘉嶋（五島列島）に渡り、そこから新羅へ逃れようとした。ところが耽羅嶋（済州島）の近くまで来て船が進まなくなり、風が変わって吹き戻されそうになった。広嗣は「わたしは大忠臣だ。神霊が我を見捨てることはない。神よ風波を静めたまえ」と祈って駅鈴を海に投じたが、風波は更に激しくなり、値嘉嶋に戻されてしまった。
10月23日、値嘉嶋（現在の宇久島）に潜伏していた広嗣は安倍黒麻呂によって捕らえられた。
11月1日、大野東人は広嗣と綱手の兄弟を、肥前国松浦郡唐津（現・佐賀県唐津市）で斬った。
乱の鎮圧の報告がまだ平城京に届かないうちに、聖武天皇は突如関東に下ると言い出し都を出てしまった。聖武天皇は伊賀国・伊勢国・美濃国・近江国を巡り恭仁京（山城国）に移った。その後も難波京へ移り、また平城京へ還って、と遷都を繰り返すようになる。遠い九州で起きた広嗣の乱を聖武天皇が極度に恐れたためであったとされる。ただし、その後の研究によって行幸は乱の勃発前から予定されており乱が終決する見込みが立ったので出発したと考えられるようになっている。
天平13年（741年）1月、乱の処分が決定し、死罪16人・没官5人・流罪47人・徒罪32人・杖罪177人であった。藤原式家の広嗣の弟たちも多くが縁坐して流罪に処された。

## 乱で戦死・処罰された人物
| 家系     | 氏名         | 官位など               | 処罰内容                      |
| -------- | ------------ | ---------------------- | ----------------------------- |
| 藤原式家 | 藤原広嗣     | 従五位下・大宰少弐     | 死罪（斬刑）                  |
| 藤原式家 | 藤原宿奈麻呂 | 不詳                   | 伊豆国への流罪                |
| 藤原式家 | 藤原田麻呂   | 不詳                   | 隠岐国への流罪                |
| 藤原式家 | 藤原綱手     | 無官位                 | 死罪（斬刑）                  |
| 中臣氏   | 中臣名代     | 従四位下               | 流罪                          |
| 小野氏   | 小野東人     | 外従五位下・左兵衛率   | 杖罪100回の上、伊豆国への流罪 |
| その他   | 塩屋古麻呂   | 外従五位下             | 流罪                          |
| その他   | 大養徳小東人 | 外従五位下             | 流罪                          |
| その他   | 小長谷常人   | 従八位上・大宰史生     | 戦死                          |
| その他   | 三田塩籠     | 無位・企救郡板櫃鎮大長 | 戦死                          |
| その他   | 凡河内田道   | 無位・企救郡板櫃鎮小長 | 戦死                          |

## 備考
- 大野東人軍に投降した豪族が引き連れた人数は、楉（しもと）田勢麻呂の500人を除けば、80 - 70人であり、地方豪族の1人辺りの軍事上の動員力は100人以下で、この人数は2、3郷分の兵士の差発数に相当しているとされる[11]。